# ثلاث حكايات وملاحظة تأملية
ثلاث حكايات وملاحظة تأملية هي مجموعة من القصص القصيرة، ألفها الكاتب الألماني باتريك زوسكيند في الثمانينيات، سنة 1995 وترجمها عن الألمانية إلى العربية كاميران حوج سنة 2007.

## فحوى الكتاب
يحوي الكتاب ثلاث قصص قصيرة من نوع الحكايات أما الرابعة فأسماها «ملاحظة تأملية»، وهي أشبه ما تكون بمقالة يعرض فيها لمشكلة ما.
- القصة الأولى : جاءت القصة بعنوان «بحثاً عن العمق» وتحكي عن علاقة فنانة تشكيلية مع ناقد أبدى إعجابه بأعمالها، ثم انتقد أعمالها – دون سوء نية - بعبارة نقدية دارجة.
- القصة الثانية : جاءت القصة بعنوان «الصراع» تحكي عن صراع بين لاعبي شطرنج، أحدهما كبير السنّ وصاحب خبرة، أما الآخر فهو شاب صغير، لكنه ذكيّ.
- القصة الثالثة : جاءت القصة بعنوان «وصية المعلم موسارد» تعرض القصة رؤية إحدى الشخصيات إلى نهاية العالم، وعلاقتها بالوجود.
- القصة الرابعة : جاءت القصة بعنوان «ملاحظة تأملية (فقدان الذاكرة الأدبية)» وهي أشبه ما تكون بمقالة يعرض فيها الكاتب إلى مشكلة تواجهه